# 学校法人仁川学院
学校法人仁川学院（がっこうほうじんにがわがくいん）は兵庫県西宮市甲東園二丁目に事務局を置く学校法人である。

## 概要
兵庫県西宮市のカトリックミッションスクールであり、修道母体はコンベンツァル聖フランシスコ修道会。

幼稚園～高等学校までを設置、各校はカトリックミッションスクールとしては数少ない共学制を採用している。カトリック校としてキリスト教主義教育を行っており、服装や礼儀の指導が細かい等、厳しい校風が特徴である。
また学院はキリスト教に由来するため宗教色の強い傾向を持つのも特色である。

### 沿革
カトリック・コンベンツァル聖フランシスコ修道会を修道母体とする仁川学院は1950年（昭和25年）に設立された。

仁川学院の創立は1930年にポーランドから来日した修道士、マキシミリアノ・コルベ神父が日本国内で宣教活動を行う最中に呼び寄せた同じくポーランド宣教師のサムエル・ローゼンバイゲル師により成し遂げられた。
1936年にコルベ神父はローゼンバイゲル師に後を託して日本への修道会布教の礎を作るという業績の下で帰国。ローゼンバイゲル師はその後、仁川学院開設に至った。
1950年－カトリック・コンベンツァル聖フランシスコ修道会がマリアの園幼稚園を設置、仁川学院が開学する。

1956年－学校法人仁川学院に教育を移行。仁川学院小学校設立

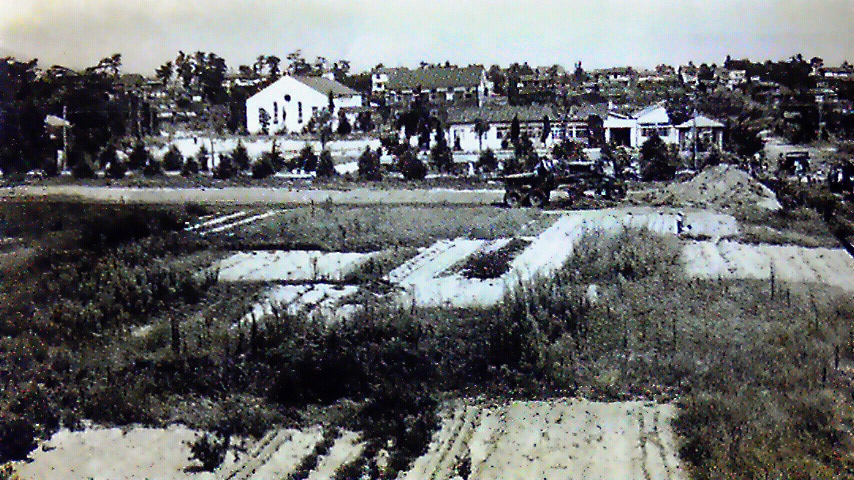
仁川学院小学校整地の様子

1962年－仁川学院中学校・高等学校の設立

### 学院の歴史
- 1950年（昭和25年） 宗教法人「カトリック・コンベンツァル聖フランシスコ修道会」立マリアの園幼稚園が開園。初代幼稚園長にローマン・クエーチェン師就任。
- 1954年（昭和29年） 第2代幼稚園長にヤノ・コザ師就任。教法人役員会において、学校法人設置許可申請および土地の寄付の採択がなされる。
- 1955年（昭和30年） 第3代幼稚園長ズビギニエフ・ムリムク師就任。学校法人設立許可および仁川学院小学校設置許可を兵庫県知事に申請する。小学校舎建築開始。
- 1956年（昭和31年）学校法人設置許可並びに仁川学院小学校の設置許可を兵庫県知事より受ける。初代理事長サムエル・ローゼンバイゲル師が就任し、仁川学院が開学する。仁川学院小学校が開校し、初代校長に八巻頴男師就任。
- 1957年（昭和32年） 小学校でノートルダム教育修道女会が英語の授業を始める。第2代小学校長ズビギニエフ・ムリムク師就任。
- 1960年（昭和35年） 第3代小学校長兼任第4代幼稚園長清川武夫師就任。仁川学院中学校・高等学校の創立を理事会が決議する。
- 1961年（昭和36年） 仁川学院中学校・高等学校の設置許可を申請し、許可を受ける。旧中学校舎、旧高等学校舎が完成する。小学校第1回卒業証書授与式を行う。
- 1962年（昭和37年） 仁川学院中学校・高等学校が開校。初代校長に清川武夫師就任。学院歌、校旗の制定。高等学校グラウンド整備。
- 1964年（昭和39年） 高校生が東京オリンピック聖火の伴走を行う。旧体育館完成、小中高合同運動会を開催。中学校・高等学校第1回卒業証書授与式を行う。
- 1965年（昭和40年） 第5代幼稚園長兼任第4代小学校長兼任第2代中学校・高等学校長に浜野茂師就任。事務局が設置され、初代事務局長に平川兼夫師就任。第2代理事長に末吉矢作師が就任。コンベンツァル聖フランシスコ修道会総長が来校する。創立当初のマリアの園幼稚園

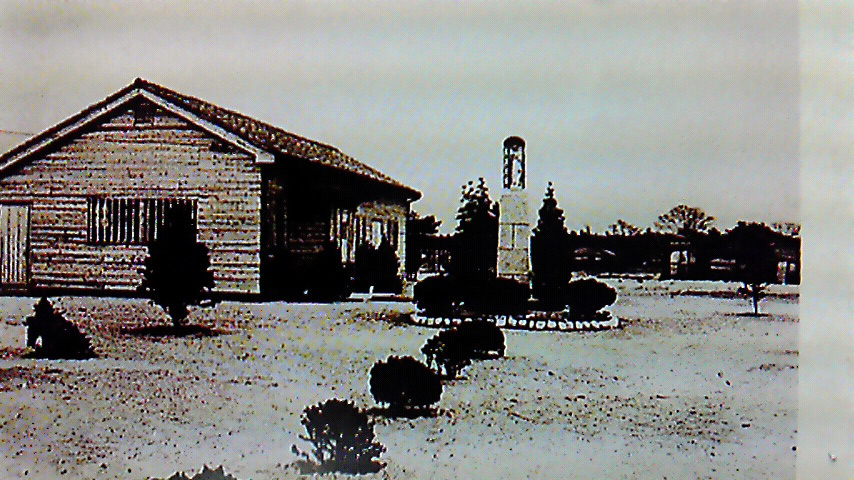
創立当初のマリアの園幼稚園

- 1966年（昭和41年） 小学校教育の協力をスピノラ修道女会に移行する。
- 1968年（昭和43年） 第6代幼稚園長に深堀貴師就任。
- 1969年（昭和44年） 第3代中学校・高等学校長に石橋孟師就任。学院長を設置し、初代学院長に園田善昭師就任。
- 1970年（昭和45年） 第7代幼稚園長に浜口勇師就任。第3代理事長に竹山栄師就任。
- 1971年（昭和46年） 第5代小学校長に石橋孟師就任。第4代中学校・高等学校長に園田善昭師就任。学院創立15周年式典。
- 1973年（昭和48年） 第6代小学校長に園田善昭師就任。中高女子部および男子部校舎を統合。追悼ミサはじまる。
- 1974年（昭和49年） 高校男子修学旅行・韓国において、同校教諭が妓生パーティーを行う、買春行為を行ったことが発覚し、兵庫私学労働組合が仁川学院を訴えた。
- 1979年（昭和54年） 第4代理事長に園田善昭師就任。
- 1980年（昭和55年） ローマ教皇ヨハネ・パウロ2世訪日、広島平和記念公園の平和記念ミサに学院生が参加。
- 1982年（昭和57年） 第5代理事長に橋口佐五衛門師就任。第8代幼稚園長に大水如安師就任。第7代小学校長に浜口勇師就任。学院の教育理想像であるマキシミリアノ・コルベ神父が列聖される。理事長橋口師がバチカンで列聖式典に参加する。
- 1983年（昭和58年） コルベ講堂の完成。
- 1985年（昭和60年） 第2代学院長兼任第5代中学校・高等学校長に川下勝師就任。学院創立30周年（1986年（昭和61年））にあたりローマ教皇ヨハネ・パウロ2世より祝福文を賜る。
- 1988年（昭和63年） 第3代学院長兼任第6代中学校・高等学校長に浜口勇師就任。第8代小学校長に崎浜宏美師就任。
- 1991年（平成03年） 第9代小学校長に藤澤幾義師就任。
- 1994年（平成06年） 第9代幼稚園に長長尾稔師就任。阪神・淡路大震災により高等学校舎が損壊し、高校プレハブ校舎建設。
- 1995年（平成07年） 旧高校校舎解体する。
- 1996年（平成08年） 新高等学校舎完成。完全共学制に移行。
- 1997年（平成09年） 第10代小学校長に吉田秀一師就任。
- 2000年（平成12年） 小学校生による募金活動でタイ王国・バーンチャムベン校に遊具が寄贈される。
- 2002年（平成14年） 第4代学院長兼任第7代中学校・高等学校長に松田清四郎師就任。第5代学院長(理事長)兼任第8代中学校・高等学校長に園田善昭師就任。
- 2003年（平成15年） 第11代小学校長に永尾稔師就任。学院生が募金活動を行いタイ王国・バーンチャムベン校に体育館を寄付。
- 2005年（平成17年） 学院創立50周年記念事業の一環としてコルベ講堂にイギリス・マンダー社製のパイプオルガンを設置。
- 2006年（平成18年） 小学校生の募金活動でタイ・ノンヤサイ校に図書館を寄贈、タイ王国・教育省から感謝状を授与される。
- 2008年（平成20年） 新中学校舎、新小学校舎が完成。
- 2009年（平成21年)　第9代中学校・高等学校長に田端孝之師就任。
- 2011年（平成23年)　仁川学院スイミングスクール開設
- 2012年（平成24年)　中学校・高等学校創立50周年を記念してアゴラにソメイヨシノ植樹。

### 設置校
- 仁川学院・マリアの園幼稚園

1950年創立で、当初は宗教法人カトリック・コンベンツァル聖フランシスコ修道会が教育を行っており学校法人仁川学院に教育が移譲されたのは1956年である。
- 仁川学院小学校

- 仁川学院中学校・高等学校

## 教育
仁川学院の教育はキリスト教カトリックの精神に基づいており、カトリック校教育は、「キリストは完全な人間の模範である」という概念から、それに近い人材を教育することが大きな目標であるとされている。仁川学院は「Pax et bonum（ラテン語:和と善）」というキリスト精神、平和や善の精神を持つ人々を創りだすことをその目標としている。

そのため仁川学院は関係の深い二人の聖人を教育理想像とし、学院長をはじめ園長、学校長はクリスチャンコードに則って現役の神父が担当している。

- アッシジのフランシスコ
- マキシミリアノ・コルベ

### 建学の精神
～Pax et Bonum～

”和と善”を意味するこの言葉は、コンベンツァル聖フランシスコ修道会の創設者であり教育理想像であるアッシジのフランシスコのモットーである。

### 学院訓
人は神の似姿である　故に人の尊厳を保ち

　神以外の何者も恐れるな

　大自然に学び愛せよ　而して創造主に近づけ

　自己放棄と祈りを忘れるな

　而して真の知恵を求めよ

　真の愛を保て　而して他者に己が心を開け

　若き日に規律と礼儀を身につけよ

　秩序の中に和あり　故に秩序を学べ

　すべてに善を行って　倦くことを知るな

## 歴代役員一覧

### 学院長
| 初代  | 園田善昭         |
| 第2代 | 川下勝           |
| 第3代 | 浜口勇           |
| 第4代 | 松田清四郎       |
| 第5代 | 園田善昭〔再任〕 |
| 第6代 | 田端孝之         |

### 理事長
| 初代  | サムエル・ローゼンバイゲル |
| 第2代 | 末吉矢作                   |
| 第3代 | 竹山栄                     |
| 第4代 | 園田善昭                   |
| 第5代 | 橋口佐五衛門               |
| 第6代 | 園田善昭〔再任〕           |
| 第7代 | 竹内昭彦                   |